# 瓦尔德里耶斯
瓦尔德里耶斯（法語：Valderiès，法語發音：[valdəʁjɛs]）是法国奥克西塔尼大区塔恩省的一个市镇，属于阿尔比区。

## 地名
该地名“Valderiès”发音为[valdəʁjɛs]，末尾字母“s”发音，《世界地名翻译大辞典》与《世界地名译名词典》将其误译作“瓦尔德里耶”。

## 地理
瓦尔德里耶斯（44°0'43"N, 2°13'57"E）面积20.42 平方千米，位于法国奧克西塔尼大區塔恩省，该省份为法国南部内陆省份，北起顺时针与阿韦龙省、埃罗省、奥德省、上加龙省和塔恩-加龙省接壤。
与瓦尔德里耶斯接壤的市镇（或旧市镇、城区）包括：昂杜克、勒加里克、罗西耶尔、圣让德马尔塞勒、索瑟纳克。
瓦尔德里耶斯的时区为UTC+01:00、UTC+02:00（夏令时）。

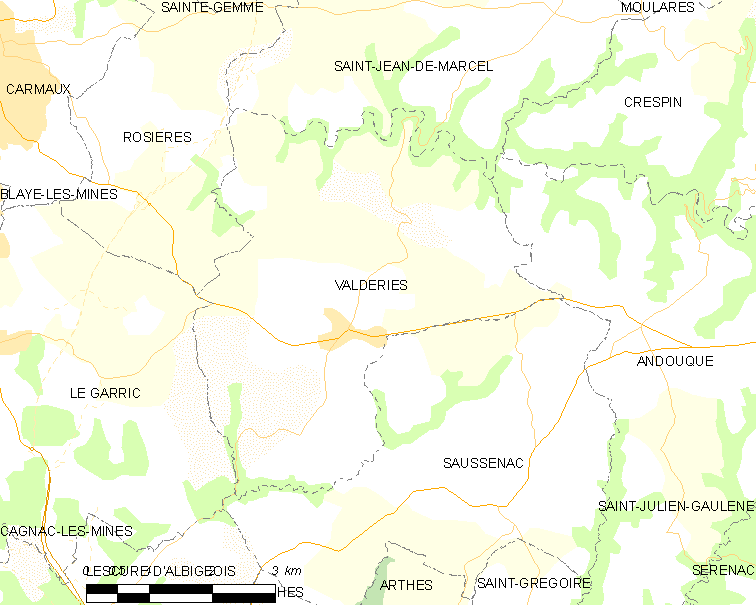
瓦尔德里耶斯的OSM定位图

## 行政
瓦尔德里耶斯的邮政编码为81350，INSEE市镇编码为81306。

## 政治
瓦尔德里耶斯所属的省级选区为卡尔莫第一县。

## 人口

1962-2008年间瓦尔德里耶斯人口变化图示

瓦尔德里耶斯于2022年1月1日时的人口数量为828人。